# Yasin Şahan
Yasin Şahan (* 6. September 1985 in Istanbul) ist ein türkischer Fußballspieler.

## Karriere
Şahan begann mit dem Vereinsfußball in der Nachwuchsabteilung von Altıntepsi Makelspor. Ab 2003 begann er beim Istanbuler Amateurklub Bayrampaşaspor mit dem Männerfußball. Bereits ein Jahr später wechselte er zum Ligarivalen Tepecik Belediyespor. 2006 gelang Şahan mit diesem Verein der Aufstieg in die TFF 3. Lig, der vierthöchsten Profiliga der Türkei. Bereits in der ersten Viertligasaison, der Saison 2006/07, beendete der Klub die Liga als Vizemeister und stieg damit in die TFF 2. Lig auf. In dieser Liga verfehlte der Verein bereits in der ersten Saison den Klassenerhalt und kehrte damit in die 3. Lig zurück. In dieser Liga gelang in der Folgesaison mit der errungenen Vizemeisterschaft der direkte Wiederaufstieg in die TFF 2. Lig. Şahan spielte in diesen Jahren durchgängig als Stammspieler und absolvierte nahezu alle Ligaspiele seines Vereins. In der 2. Lig verfehlte Şahan mit seinem Verein erneut den Klassenerhalt und musste wieder in die 3. Lig absteigen. Die Saison 2010/11 erreichte Tepecikspor die Meisterschaft der 3. Lig und stieg dadurch wieder in die 2. Lig auf.
Im Sommer 2013 heuerte Şahan beim Viertligisten Keçiörengücü an. Mit diesem Verein erreichte er zum Saisonende die Meisterschaft und stieg in die 2. Lig auf.
Zur Saison 2014/15 wechselte Şahan in die TFF 1. Lig zum südtürkischen Vertreter Orduspor. Nach einer Saison zog er zu Tepecikspor weiter.

## Erfolge
Mit Tepecikspor
- Meister der TFF 3. Lig und Aufstieg in die TFF 2. Lig: 2010/11
- Vizemeister der TFF 3. Lig und Aufstieg in die TFF 2. Lig: 2006/07, 2008/09

Mit Keçiörengücü
- Meister der TFF 3. Lig und Aufstieg in die TFF 2. Lig: 2013/14